# Anolis incredulus
Anolis incredulus är en ödleart som beskrevs av  Garrido och MORENO 1998. Anolis incredulus ingår i släktet anolisar, och familjen Polychrotidae. Inga underarter finns listade i Catalogue of Life.